# Poskus vojaškega upora v Mariboru (1932)
Poskus vojaškega upora v Mariboru leta 1932 je organiziral srbski poročnik Mihajlo »Mirko« Milojković, pri čemer ga je materialno podpiral Georgi Dimitrov, vodja Kominterne za Srednjo Evropo. Upora niso nikdar izpeljali, saj so jih pred tem odkrili in ujeli zarotnike.

## Organizacija
Milojković je sprva pri vodstvu mariborskega garniziona izposloval organizacijo častniške menze izven vojašnice in sicer v gostilni pri Zamorcu (Gosposka ulica). Tu se je sprva dobival z drugimi voditelji načrtovanega upora (podpolkovnik Lujo Mičić, major Stokić, Atanačković, Džin,...), nato pa so počasi pričeli medse vabiti tudi druge častnike.
Težave v pripravi upora so se pričele z aretacijo Mičića, za katerega so ugotovili, da je italijanski vohun; pomladi leta 1932 so ga usmrtili.
V aprilu so priprave stopile v zadnjo fazo, saj so zarotnikom izročili tiskane načrte puča, na katerih so bile napisane dolžnosti posameznih častnikov in tudi, kako se bodo organizirali po uspešnem puču.
Dimitrov je sprva načrtoval, da se upor zgodi v noči iz 16. na 17. maj 1932, ko so bili v vseh mariborskih vojašnicah dežurni častniki iz zarotniškega kroga. Na prejeti ukaz bi zarotniki napadli speče častnike in podčastnike, s čimer bi prevzeli poveljstvo nad vojaki, nato pa bi z njimi zasedli celotno mesto z vsemi najpomembnejšimi objekti. A v zadnjem trenutku so vstajo preklicali.
18. maja 1932 je eden izmed zarotnikov na sprehodu po Mariboru izgubil svoj izvod načrta upora. Našel ga je častnik, ki ni bil član zarotnikov, in o tem obvestil vodstvo garnizije. Posledično so blokirale vse vojašnice, ustavili vse vojaške aktivnosti in pričeli z aretacijami zarotnikov.
Milojkovića so prijeli med spanjem in ga z ostalimi zarotniki prepeljali v Meljsko vojašnico, kjer je potekala tudi civilno-vojaška sodna preiskava o načrtovanem uporu. Milojkoviću pa je skupaj z neodkritim zarotnikom poročnikom Altalerjem (ki je bil dežurni častnik v priporih) uspelo pobegniti iz vojašnice. Po kratkem času premikanja v okolici Maribora sta se odpravila v Hotel Meran, kjer je bila v policijskem varstvu nastanjena Milojkovićeva zaročenka. Tam so jih odkrili vojaški preiskovalci, nakar je bil v strelskem obračunu ranjen Altaler, medtem ko je Milojković storil samomor.
Konec meseca so zarotnike poslali v Beograd, kjer so bili sojeni pred vojaškim sodiščem. Nekaj jih je bilo obsojenih na smrt, medtem ko je večino doletela zaporna kazen.